# Katie
Katie oder Katy ist eine Variante des weiblichen Vornamens Katharina.

## Namensträgerinnen
Katie
- Katie Johnson (1878–1957), britische Schauspielerin
- Katie MacAlister (* 1969), US-amerikanische Autorin
- Katie Price (* 1978), britisches Model, Sängerin, Unternehmerin und Autorin
- Katie Holmes (* 1978), US-amerikanische Schauspielerin
- Katie Melua (* 1984), georgisch-britische Sängerin, Songwriterin und Musikerin
- Katie Leung (* 1987), britische Schauspielerin
- Katie Lowes (* 1981 oder 1982), US-amerikanische Schauspielerin
- Katie Stegeman (* 1987), US-amerikanische Schauspielerin
- Katie Armiger (* 1991), US-amerikanische Countrysängerin
- Katie Stevens (* 1992), US-amerikanische Schauspielerin und Sängerin
- Katie McCabe (* 1995), irische Fußballspielerin

Katy
- Katy Jurado (1924–2002), mexikanische Schauspielerin
- Katy Karrenbauer (* 1962), deutsche Schauspielerin und Sängerin
- Katy Saunders (* 1984), britisch-italienische Filmschauspielerin und Model
- Katy Perry (* 1984), US-amerikanische Sängerin und Songschreiberin
- Katy Tiz (* 1988), britische Singer-Songwriterin

## Künstlername „Katie“
- Byron Katie (* 1942), US-amerikanische Lebensberaterin
- Meat Katie, britischer Breakbeat-Produzent und DJ

## Sonstiges
- Katie ist das weibliche Maskottchen der freien Desktopumgebung KDE.
- Katie war der Codename der Artilleriegranate W19.
- Katie, Roman von Christine Wunnicke aus dem Jahr 2017